# Pseudonupserha wittei
Pseudonupserha wittei är en skalbaggsart som beskrevs av Stefan von Breuning 1953. Pseudonupserha wittei ingår i släktet Pseudonupserha och familjen långhorningar. Inga underarter finns listade i Catalogue of Life.